# Rorippa mexicana
Rorippa mexicana är en korsblommig växtart som först beskrevs av Moc., Sessé, Vicente Cervantes och Dc., och fick sitt nu gällande namn av Paul Carpenter Standley och Julian Alfred Steyermark. Rorippa mexicana ingår i släktet fränen, och familjen korsblommiga växter. Inga underarter finns listade i Catalogue of Life.